# Vinod Raina

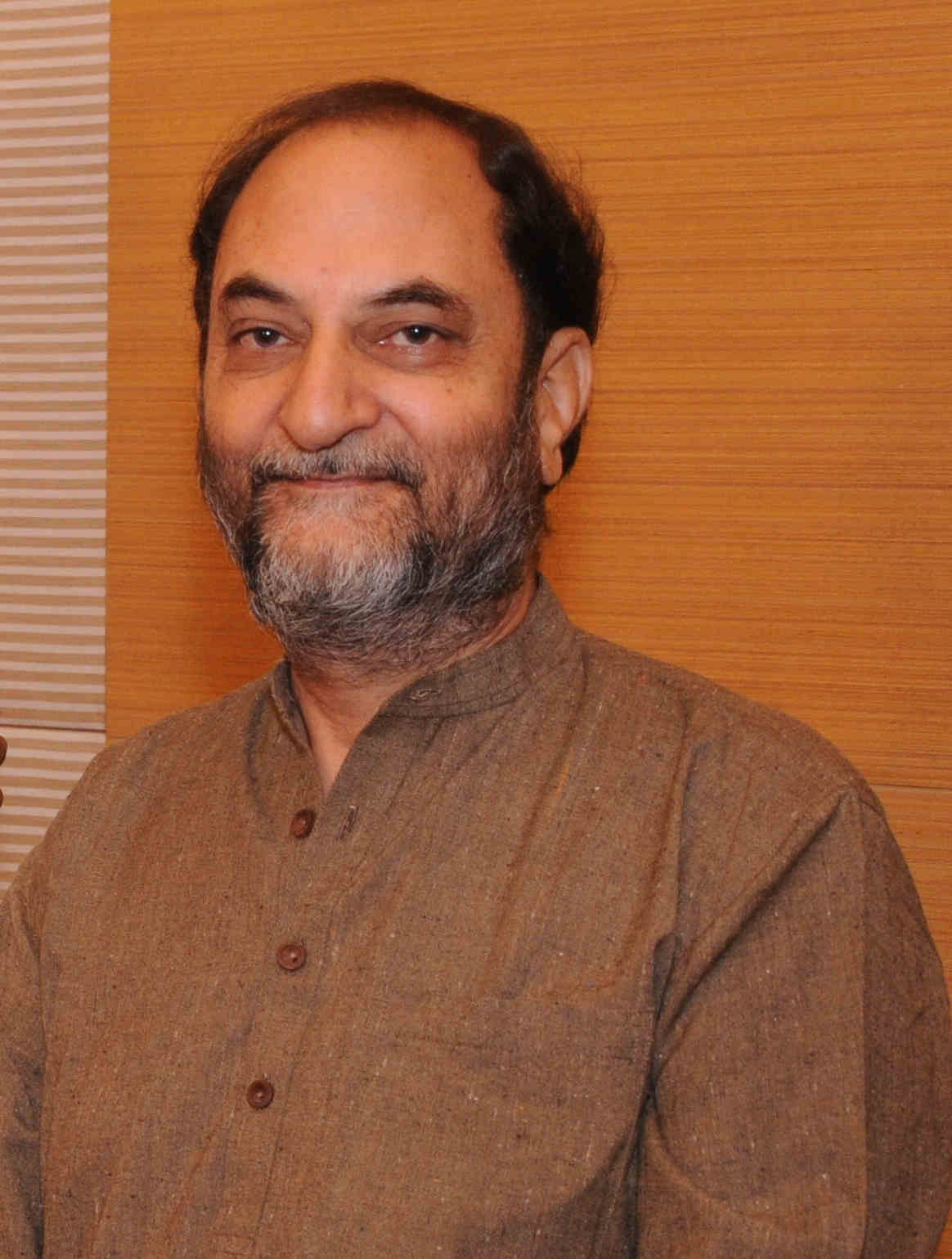
Vinod Raina

Vinod Raina (20 de junio de 1950-Nueva Delhi, 12 de septiembre de 2013) fue un educador indio. Fue miembro de la redacción de la Ley de derecho a la educación.

## Carrera
Vinod Raina renunció a su trabajo en la Universidad de Delhi al trabajar en las reformas educativas de la India. Fue uno de los cofundadores de la Bharat Gyan Vigyan Samiti (BGVS) y la All-India People’s Science Network (AIPSN).

## Muerte
Murió de cáncer el 12 de septiembre de 2013.